# Filipka (Oldřichov v Hájích)
Filipka (německy Philippsgrund) je malá vesnice, část obce Oldřichov v Hájích v okrese Liberec. Nachází se asi 1,5 kilometru severovýchodně od Oldřichova v Hájích. Filipka leží v katastrálním území Oldřichov v Hájích o výměře 16,25 km².

## Historie
První písemná zmínka o vesnici pochází z roku 1734.